# NGC 5599
NGC 5599 is een spiraalvormig sterrenstelsel in het sterrenbeeld Maagd. Het hemelobject werd op 12 mei 1793 ontdekt door de Duits-Britse astronoom William Herschel.

## Synoniemen
- UGC 9218
- MCG 1-37-10
- ZWG 47.30
- IRAS 14213+0647
- PGC 51423